# Ванеская лютеранская церковь
Ванеская лютеранская церковь (деревянное здание 1573 года постройки, каменное здание завершено в 1663 году) — одна из старейших лютеранских церквей Курляндии, латвийский памятник архитектуры государственного значения под номером 6849. Настенные росписи церкви в стиле барокко являются памятником искусства национального значения.

## История
Курляндский герцог Готхард фон Кетлер наградил своего помощника и советника Саломона Хеннинга крупными земельными владениями в Айзупе, Вариебе, Ване, из которых Ван сделал семейную резиденцию. Саломон Хеннинг, являвшийся правой рукой герцога Кетлера в обустройстве лютеранской церковной жизни, построил в своём поместье первую деревянную церковь в 1573 году — одну из 70, построенных в Курляндии в правление первого герцога.
Сын Саломона Готхард Хеннинг строил ныне существующую каменную церковь с 1654 по 1663 год. При строительстве церкви также были выполнены уникальные настенные росписи в стиле барокко.
В 1663 году останки Саломона Хеннинга были перезахоронены его потомками в новой каменной церкви.
Здание было отреставрировано в 1789 году, когда фрески были закрашены.
В 1839 году владелец имений Айзупе и Ване Павел Васильевич Ган и его жена София подарили церкви новый орган.
В 1969 году прихожане были вынуждены покинуть церковь. Орган был разрушен, скамейки срезаны. В Рундальский дворец-музей были переданы на хранение алтарная картина, часть алтаря, купель, витражи.

## Возобновление церкви
В начале 1980-х годов искусствовед Ояр Спаритис заинтересовался церковью как архитектурным памятником. Под его руководством в храме прошли первые субботники. Его примеру последовали и другие представители интеллигенции.
В 1983 году началось восстановление церкви. Им руководил профессиональный строитель, позже глава церковной общины Эрик Штерн. В работах были задействованы студенческие строительные отряды. Так, в 1987 году в Тукумском районе работало 13 ССО, из них пять были заняты на восстановлении культурно-исторических объектов. В Ванеской церкви работал отряд физико-математического факультета Латвийского государственного университета "Цефея", заканчивая внутреннюю отделку и укладку каменных дорожек вокруг здания.
В 1987 году работа была закончена, и в церкви, которая предназначалась для использования как концертно-выставочный зал за пределами Риги, прошла первая художественная выставка, сопровождавшаяся концертом.
Однако эти планы изменились с началом Атмоды, когда церковь передали лютеранам. Первое богослужение состоялось летом 1989 года. Его провел пастор Виестур Пирро.
В 1999 году из Рундале была возвращена алтарная картина, жители посёлка Янис Гайлумс и Нормунд Пилениекс построили новую кафедру. Праздничную службу вместе с Виестуром Пирро провёл архиепископ Янис Ванагс.
Во время реставрации были открыты красочные настенные росписи в стиле барокко XVII века, которые долгое время были скрыты от человеческого глаза. Они уникальны для истории латвийского искусства, так как хорошо сохранились и их можно увидеть в довольно большом объёме.